# Storkeegen

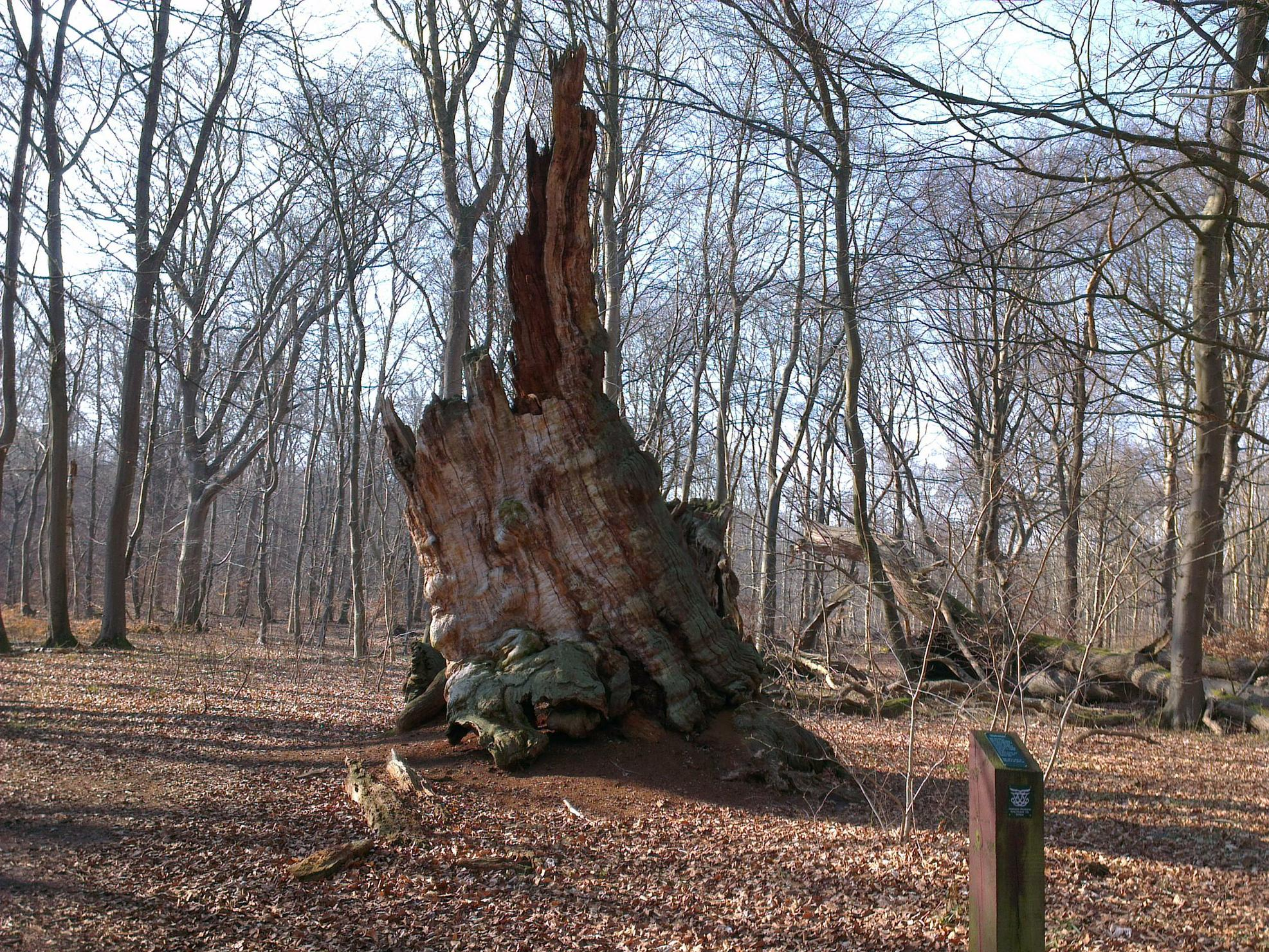
De restanten van de Storkeegen.

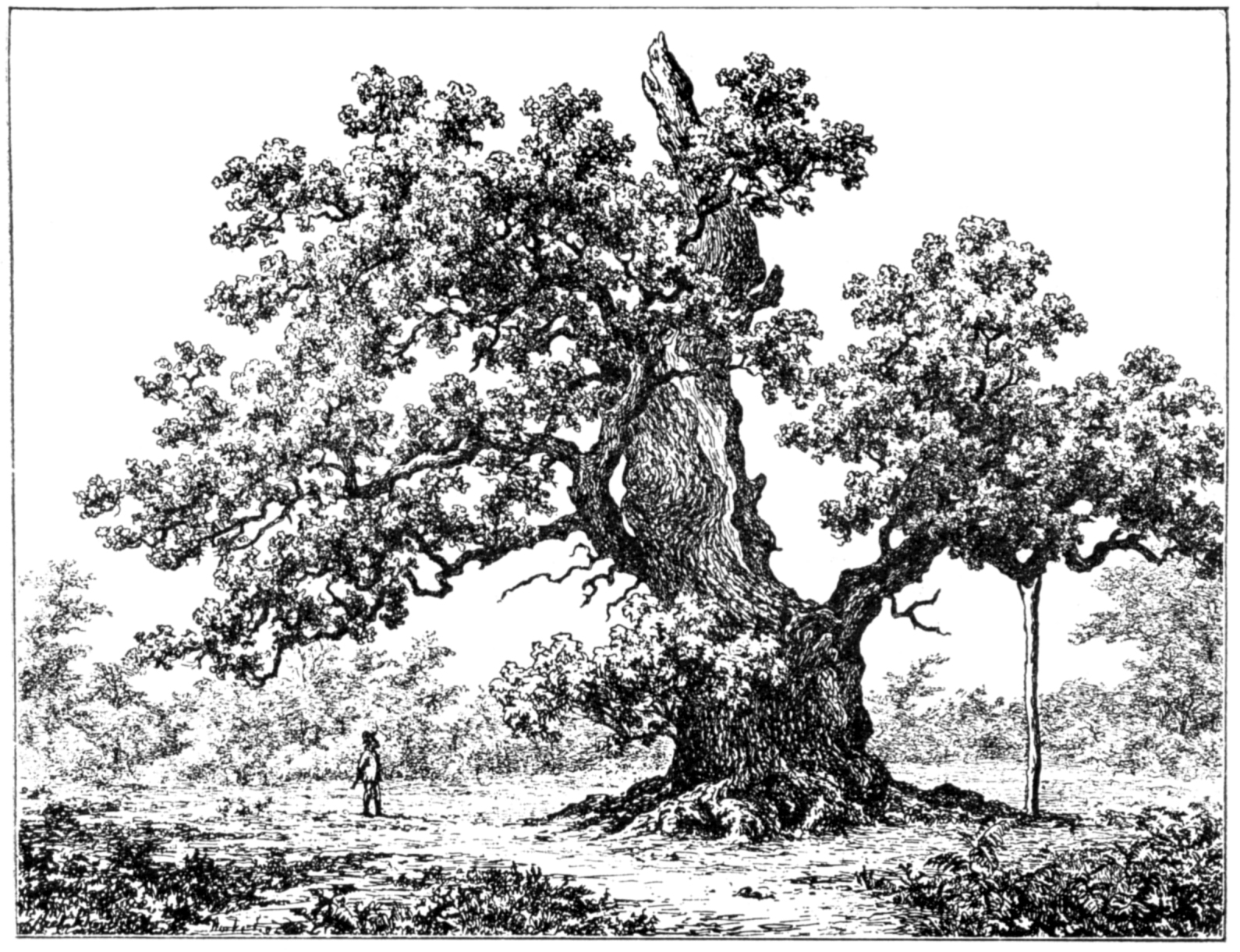
Tekening van Storkeegen uit de periode 1842-1893 door A. Schovelin

De Storkeegen was een zomereik in het bos Jægerspris Nordskov, liggende nabij de stad Jægerspris in Denemarken. De resten van de Storkeegen staat in hetzelfde bos als de Kongeegen en de Snoegen. 
Het enige wat nog van de eik over is een deel van de stam want in 1974 brak de stam net boven de onderste zijtak af. De breuk vond plaats op een hoogte van vier meter en in 1981 kwam de boom na een orkaan in z'n geheel te overlijden. In de tussenliggende periode werd de boom in leven gehouden door de onderste zijtak. Naar schatting is de Storkeegen 800 jaar geworden al zijn er schattingen gedaan die hoger of lager uitvallen.
De Storkeegen is vernoemd naar een ooievaarsnest dat ergens in de negentiende eeuw in de boom werd aangetroffen. In 1843 schilderde Peter Christian Thamsen Skovgaard de Storkeegen en noemde dit schilderij Eg med Storkerede i Nordskoven ved Jægerspris. Later is het schilderij opgenomen in de Deense Koninklijke Collectie.